# Именске речи
Именске речи су све променљиве речи које имају деклинацију..

## Деклинација
Деклинација је промена именске речи по падежима једнине и множине. Именице, заменице, придеви и неки бројеви се мењају по падежима. Категорије падежа, рода (мушког, женског и средњег) и броја (једнине и множине) изражавају се одређеним наставцима за облик.

## Падежи
Српски језик разликује следеће падеже:
1. Номинатив – облик именских речи којим се означава КО/ШТА је вршилац радње или носилац стања, особина:- Мој друг је отпутовао, па је његов стан затворен.
2. генитив – облик именских речи којим се означава ОД КОГА/ОД ЧЕГА шта потиче или се узима : -Попио је чашу млека.- Нашао сам књигу њеног брата.
3. датив – облик речи који означава КОМЕ/ЧЕМУ је нешто намењено или управљено: - Славко је обећао своме другу књигу и отишао је његовој кући  да му да.
4. акузатив – облик речи који означава КОГА/ШТА обухвата глаголска радња: - Поломили су прозор.
5. вокатив – облик именских речи који служи за дозивање, обраћање или скретање пажње: - Децо, изађите из учионице.
6. инструментал – облик именских речи који означава С КИМ/ЧИМЕ се врши радња : - Идем у биоскоп са сестром. – Лопатом сам чистио снег.
7. локатив – облик именских речи који означава О КОМЕ/О ЧЕМУ се говори или где се врши радња / НА КОМЕ/НА ЧЕМУ, У КОМЕ/ У ЧЕМУ: - На столу ми је остала књига. – Разговарали смо о филму.